# Dysstroma ferruginea
Dysstroma ferruginea là một loài bướm đêm trong họ Geometridae.